# 日月神教
日月神教（在舊版金庸小說稱為朝陽神教）是金庸武俠小說《笑傲江湖》的虛構組織，但没有任何证据显示传自《倚天屠龙记》中的明教。
故事发生的八十余年前，日月教几名高手长老夜袭武当山，将武当派開山祖师张三丰真人曾用的「真武剑」连同张三丰手书的武当镇派之宝《太极拳经》一并盗去（兩者於故事末段由日月神教歸還武當派）。 
百餘年至数十年之間，华山派抄得《葵花宝典》一部分，日月神教「十长老」攻上华山抢之，后虽被赶来的五岳剑派重创，但书已到手，並殺死了華山派氣宗及劍宗之祖岳肃和蔡子峰。
五年后，「十长老」想好破解之策，重上华山，大败五岳剑派，五岳剑派伤亡惨重，五派恼羞成怒，设毒计把十长老诱入思過崖後山腹石洞中，用巨石封死洞口，十长老以巨斧开凿出口未果，被困而亡。死前憤慨五岳剑派設詭計相害，於是把破解五派劍法的心得刻於洞中石壁上。五岳剑派經此一役，許多精妙劍法亦自此失傳。
故事发生的十二年前，日月神教教主任我行被光明左使东方不败篡位並囚于西湖底，由东方不败担任教主，执掌大权。
之后东方不败专心修习任我行传的《葵花宝典》，不再问事，将教中所有事务交给总管杨莲亭处理，而杨莲亭为了讨好东方不败，使用“千秋万载，一统江湖……”云云作切口。
故事发生期间，任我行脱狱，合令狐冲、任盈盈、向问天、上官云共五人之力，险胜并诛杀东方不败于黑木崖密谷中，任我行重执教主职位，但不久任我行就在剿灭正教一役前夕旧疾复发而病故，由其女任盈盈暂任教主。
之后任盈盈與向问天赠予少林奇书、归还武当至宝，化解與正教之間的恩怨。任盈盈服丧期满后将教主一职交于向问天，与令狐冲结为连理。

## 武功
- 葵花寶典

金庸武俠小說《笑傲江湖》中的武功秘笈，書中對其來歷著墨不多，僅提及作者為前朝太監，為何太監武功如此高強、卻身居大內，不得而知。寶典殘本所錄是以「快」為主，令對手看不出破綻，沒有還擊的機會，抑或是快到就算被對手看出招式中的破綻，對方也來不及反擊，破綻一閃即逝。威力奇大。
- 吸星大法

從逍遙派流傳的「北冥神功」與星宿派的「化功大法」融合成，是將別人的內力吸收，將這些別人的內力化成自己體內的內力。
将内力散入经脉，或將真氣排出，如散入经穴，再汇而为一，那便多一分强一分了，正邪两派谈及吸星大法无不谈虎色变。

## 人物
- 教主

- 任我行

任盈盈之父，被东方不败篡位後囚禁十二年；在重奪教主一役中被东方不败刺瞎右眼，后内力反噬而死。
- 東方不敗

夺取任我行的教主之位，后被任我行、向問天、任盈盈和令狐冲联手所杀。
- 任盈盈

日月神教教主任我行独女，东方不败夺权后尊为「圣姑」，隐居洛阳，任我行死後接任教主之位，后退位並嫁予令狐冲为妻。
- 向問天

在任盈盈服喪三年期滿後繼任教主之職。
- 總管

- 楊蓮亭

东方不败男宠，位居总管，权势极大。被任我行用东方不败的尸体砸死。
- 光明左使

- 東方不敗

原為風雷堂長老座下的副香主，之後被任我行賞識並破格提拔，並指定為教主接任人選。
- 向問天

任我行奪回教主之位後成為神教光明左使。
- 十長老

- 「鐵臂神魔」傅義
- 「大力神魔」范松

日月神教大戰五嶽劍派的十长老之一，使斧头，与趙鶴同破恒山派剑法。
- 「飛天神魔」趙鶴

日月神教大戰五嶽劍派的十长老之一，使雷震挡，与范松同破恒山派剑法。
- 「金猴神魔」張乘風

日月神教大戰五嶽劍派的十长老之一，张乘云之兄，使熟铜棍，与張乘雲同破华山派剑法。
- 「白猿神魔」張乘雲

日月神教大戰五嶽劍派的十长老之一，张乘风之弟，使熟铜棍，与張乘風同破华山派剑法。
- 「血刃神魔」李東霖
- 「雪掌神魔」于彬
- 「银蝎神魔」丁凌
- 「青蛛神魔」党隆
- 「绝影神魔」薛旭
- 「追风神魔」姜滨
- 新十長老

- 鮑大楚

任我行脱困后向「江南四友」兴师问罪者之一，後歸順任我行。
- 秦偉邦

任我行脱困后向「江南四友」兴师问罪者之一，从江西青旗旗主升任，被逼服脱去药壳的三尸脑神丹，被向問天踢死。
- 王誠

任我行脱困后向「江南四友」兴师问罪者之一，後歸順任我行。
- 桑三娘

任我行脱困后向「江南四友」兴师问罪者之一，後歸順任我行。
- 文長老

任我行被囚前三年被逐出教，其后为嵩山派、泰山派及衡山派围攻而死。
- 丘長老

任我行被囚前两年离奇死于甘肃。
- 葛長老

于桃谷中布下陷阱捉拿岳不群者之一。
- 杜長老

于桃谷中布下陷阱捉拿岳不群者之一。被岳不群杀死。
- 莫長老

于桃谷中布下陷阱捉拿岳不群者之一。被岳不群杀死。
- 曲洋

日月神教长老，酷爱音律，擅长弹琴，与衡山派刘正风结交，並以廣陵散改作成《笑傲江湖》之曲。被嵩山派的丁勉、陆柏掌力震伤，与刘正风自绝经脉而死。
- 堂長老

- 青龍堂

- 「黃面尊者」賈布

青龙堂堂主，使判官筆，奉东方不败之命上恒山擒拿令狐冲。于恒山翠屏山被方证大师杀死。
- 白虎堂

- 「雕俠」上官雲

白虎堂堂主，使刀，奉东方不败之命上恒山擒拿令狐冲，后归顺任我行。
- 朱雀堂

- 罗长老

朱雀堂堂主。因不服东方不败接任教主，被童百熊一刀杀死。
- 風雷堂

- 童百熊

使刀，与东方不败交情极厚。被东方不败以绣花针刺中眉心、左右太阳穴及鼻下人中而死。
- 東方不敗

原為風雷堂長老座下的副香主，與童百熊為八拜之交曾並曾蒙他捨命相救。之後被任我行賞識並破格提拔。
- 教眾

- 綠竹翁

隐居在洛阳绿竹巷中的高人，不仅善于弹琴吹箫，更是日月神教中的武学好手。
- 「江南四友」

- 黃鐘公
- 黑白子
- 禿筆翁
- 丹青生

- 郝某

任我行被囚前一年被东方不败处决。
- 卢大哥

少室山下围攻林平之、岳灵珊者之一。被令狐沖杀死。
- 史老三

少室山下围攻林平之、岳灵珊者之一，被岳灵珊所伤。被令狐沖杀死。
- 闵老二

少室山下围攻林平之、岳灵珊者之一。被令狐沖杀死。
- 包某

假扮东方不败者。